# Essa Ali Kzwani
Essa Ali Kzwani (* 14. August 2002) ist ein saudischer Mittelstreckenläufer, der sich auf den 800-Meter-Lauf spezialisiert hat und über diese Distanz 2022 bei den Asienspielen siegte.

## Sportliche Laufbahn
Erste internationale Erfahrungen sammelte Essa Ali Kzwani im Jahr 2023, als er bei den Panarabischen Spielen in Algier in 1:47,71 min die Silbermedaille im 800-Meter-Lauf hinter dem Algerier Slimane Moula gewann. Im Oktober nahm er an den Asienspielen in Hangzhou teil und siegte dort in 1:48,05 min.

## Persönliche Bestzeiten
- 800 Meter: 1:47,71 min, 7. Juli 2023 in Algier